# Bindalseidet
Bindalseidet est une localité du comté de Nordland, en Norvège.

## Géographie
Administrativement, Bindalseidet fait partie de la kommune de Bindal.